# Лоренсо Сотомайор
Лоренсо Сотомайор (ісп. Lorenso Kollazo Sotomayor; нар. 16 лютого 1985, Гавана, Куба) — азербайджанський, раніше кубинський, боксер-любитель, що виступає у першій напівсередній ваговій категорії. Срібний призер олімпійських ігор 2016 року та чемпіон Європейських ігор 2015 року.

## Любительська кар'єра

### Чемпіонат світу 2015
- 1/16 фіналу: Переміг Артура Біярсланова (Канада) - 3-0
- 1/8 фіналу: Переміг Абделкадера Шаді (Алжир) - 3-0
- 1/4 фіналу: Програв Віталію Дунайцеву (Росія) - 3-0

### Олімпійські ігри 2016
- 1/16 фіналу: Переміг Володимира Матвійчука (Україна) - 3-0
- 1/8 фіналу: Переміг Хассана Амзіле (Франція) - 2-1
- 1/4 фіналу: Переміг Яснієра Толедо (Куба) - 3-0
- 1/2 фіналу: Переміг Артема Арутюняна (Німеччина) - 3-0
- Фінал: Програв Фазліддіну Гаїбназарову (Узбекистан) - 1-2

### Чемпіонат світу 2017
- 1/8 фіналу: Програв Есламу Ель Ганді (Єгипет) - 2-3

### Європейські ігри 2019
- 1/16 фіналу: Переміг Гургена Мадояна (Вірменія) — 5-0
- 1/8 фіналу: Переміг Адема Фетановича (Боснія і Герцоговина) — 4-1
- 1/4 фіналу: Переміг Патріота Бехрамі (Косово) — 5-0
- 1/2 фіналу: Програв Пету Маккормак (Велика Британія) — RSC3

### Чемпіонат світу 2019
- 1/32 фіналу: Переміг Джейсона Маліа (Австралія) — 3-2
- 1/16 фіналу: Програв Чемседдіну Краму (Алжир) — 2-3

### Олімпійські ігри 2020
- 1/16 фіналу: Програв Ескерхану Мадієву (Грузія) — ТКО 3